# 杰尔米尼亚加
杰尔米尼亚加（義大利語：Germignaga），是意大利瓦雷泽省的一个市镇。总面积6平方公里，人口3736人，人口密度622.7人/平方公里（2009年）。国家统计（ISTAT）代码为012076。